# I Am King
I Am King est un groupe américain de post-hardcore, originaire d'Allentown, en Pennsylvanie.

## Histoire
Formé en 2010, le groupe sort son premier EP éponyme le 9 septembre 2011. Fin 2012, le groupe fait la première partie de groupes tels que Chiodos et The Word Alive et joue deux concerts au Canada en première partie de Pierce the Veil, Sleeping with Sirens et Crown the Empire. Cela vaut au groupe un contrat avec Rise Records, où ils sortent leur premier album Onehundred le 14 octobre 2013, La même année, le groupe joue au Skate and Surf Music Festival, entre autres, et fait la première partie de groupes comme Like Moths to Flames pour le Scream it Like You Mean It Tour.
En 2014, le groupe effectue une tournée en Amérique du Nord en tant que tête d'affiche, avec It Lives, It Breathes en première partie. Le projet de sortie d'un nouvel EP plus tard dans l'année est reporté car le groupe est retiré de la liste par Rise Records. Le groupe crée une page GoFundMe et produit l'album de manière indépendante dans son propre studio. Après la fuite de l'album le 22 mars 2015, le groupe décide de streamer l'album lui-même le soir même.
En 2017, le groupe sort un EP acoustique, intitulé Acoustic, suivi en 2018 par un autre EP intitulé Playing the Saint. 

## Discographie

### Albums studio
- 2013 : Onehundred (Rise Records)
- 2015 : Solidarity[5]

### EP
- 2012 : I Am King
- 2017 : Acoustic (King Studios)
- 2018 : Playing the Saint